# Heuilley-Cotton
Heuilley-Cotton – miejscowość i dawna gmina we Francji, w regionie Grand Est, w departamencie Górna Marna. W 2013 roku jej populacja wynosiła 290 mieszkańców. 
1 stycznia 2016 roku połączono dwie wcześniejsze gminy: Villegusien-le-Lac oraz Heuilley-Cotton. Siedzibą gminy została miejscowość Villegusien-le-Lac, a nowa gmina przyjęła jej nazwę. 